# Über den Prozeß der Zivilisation
Über den Prozeß der Zivilisation (1939) ist das erste große wissenschaftliche Werk des deutschen Soziologen Norbert Elias (1897–1990) und begründete seine Zivilisationstheorie. In diesem Werk beschreibt er den langfristigen Wandel der Persönlichkeitsstrukturen in Westeuropa im Zeitraum von etwa 800 bis 1900 n. Chr., dessen Richtung er mit dem Begriff Zivilisation kennzeichnet. Dieser zunächst statisch klingende Begriff ist von Elias als Prozess-Begriff gemeint, im Sinne von „Zivilisierung“, wie er es selbst in späteren Jahren formulierte. Das Werk ist in zwei Bände geteilt: Der erste Band behandelt die Psychogenese der modernen Persönlichkeitsstruktur, die er in drei Stadien einteilt: die mittelalterliche courtoisie, die höfische civilité und die neuzeitliche civilisation. Im zweiten Band beschreibt Elias parallel dazu die Soziogenese, die er wiederum in drei Prozessstadien einteilt: Feudalisierung, Monopolisierung von Machtmitteln und der Vergesellschaftung dieser Monopole. Der Neuausgabe 1969 fügte Elias eine ausführliche Einleitung sowie ein Schlusskapitel hinzu.
Das Werk wurde nach der Emigration des Autors zunächst in England geschrieben und im Jahr 1939 in Basel, in der Schweiz, mit Hilfe eines Komitees zur Unterstützung von jüdischen Flüchtlingen aus Nazi-Deutschland veröffentlicht.

## Zusammenfassung
Norbert Elias beschreibt „Zivilisierung“ als einen langfristigen Wandel der Persönlichkeitsstrukturen, den er auf einen Wandel der Sozialstrukturen zurückführt. Dabei ist es wichtig zu beachten, dass er sein Entwicklungsmodell zunächst für Westeuropa in der Phase von ca. 800 bis 1900 n. Chr. formulierte. Faktoren des sozialen Wandels sind der kontinuierliche technische Fortschritt und die Differenzierung der Gesellschaften einerseits sowie der ständige Konkurrenz- und Ausscheidungskampf zwischen Menschen und Menschengruppen andererseits. Diese führen zu einer Zentralisierung der Gesellschaften (Einrichtung staatlicher Gewalt- und Steuermonopole) sowie zur Geldwirtschaft. Das Bindeglied zwischen diesen sozialstrukturellen Veränderungen und den Veränderungen der Persönlichkeitsstruktur ist die Tatsache, dass die gegenseitigen Abhängigkeiten wachsen, die „Interdependenzketten“, in die (immer mehr) Menschen eingebunden sind. Dies erzwingt eine zunehmende Selbstkontrolle (auch: Affektkontrolle, Selbstdisziplin), das heißt, zwischen spontanem emotionalem Impuls und tatsächlicher Handlung tritt immer mehr ein Zurückhalten dieses Impulses und ein Überdenken der (Rück)Wirkungen des eigenen Handelns. Diese Haltung wird durch Verstärkung des „Über-Ich“ verinnerlicht und verfestigt, das heißt, der Zentralisierung innerhalb der Gesellschaft folgt mit gewisser Verzögerung eine „Zentralisierung“ innerhalb der Persönlichkeit. Diese führt zu vier eng verbundenen Folgen:
- Vorrücken der „Schamschwellen“, das heißt, mehr eigene Handlungen sind angstbesetzt;
- Vorrücken der „Peinlichkeitsschwellen“, das heißt, mehr Handlungen anderer sind angstbesetzt;
- „Psychologisierung“, das heißt Steigerung der Fähigkeit, die Vorgänge innerhalb anderer Menschen zu verstehen;
- „Rationalisierung“, das heißt Steigerung der „Langsicht“, also der Fähigkeit, die Folgen der eigenen Handlungen über immer mehr Glieder der Kausalketten „vorauszuberechnen“.

Diese Veränderungen schlagen sich in allen Verhaltensbereichen nieder, zum Beispiel:
- Gewaltbereitschaft: sinkt allmählich (gegenüber Mitgliedern der eigenen Gesellschaft);
- Sexualität: wird zunehmend stärker kontrolliert sowie unterdrückt und tabuisiert;
- Essen und Trinken: die Formen werden strenger, „feiner“ (zum Beispiel: differenziertere Esswerkzeuge);
- Ausscheidungsfunktionen: werden zunehmend tabuisiert und dem Blick anderer Menschen entzogen.

Wie alle sozialen Prozesse ist auch der Zivilisierungsprozess zwar gerichtet, aber nicht geplant, und auch nicht unumkehrbar. Es gibt „Entzivilisierungsschübe“, beispielsweise den deutschen Nationalsozialismus, dessen Entstehung Elias später in seinem Werk Studien über die Deutschen. Machtkämpfe und Habitusentwicklung im 19. und 20. Jahrhundert analysiert.
Als empirische Basis für dieses Modell dienen ihm neben Geschichtswerken und historischen Biographien insbesondere eine Vielzahl von Manierenbüchern aus verschiedenen Teilen Westeuropas und aus verschiedenen Zeiten (ab dem 13. Jahrhundert bis zum 18. Jahrhundert). In diesen Büchern werden die in der jeweiligen Epoche aktuellen Anforderungen an das Verhalten formuliert, zum Beispiel beim Essen oder beim Schnäuzen. Elias vergleicht die Manierenbücher in Hinsicht auf die gestellten Anforderungen und stellt fest, dass diese im Laufe der Zeit immer höher werden. Dagegen werden frühere Anforderungen nicht mehr genannt, woraus Elias schließt, dass diese bereits verinnerlicht und befolgt wurden, also nicht mehr formuliert werden müssen, und dass bereits die bloße Nennung früherer Anforderungen nach einigen Jahrhunderten als peinlich empfunden wird (hierzu gibt es Quellen aus dem 19. Jahrhundert).

## Psychogenese
Die Veränderung des menschlichen Verhaltens, der Affekte und Empfindungen, sieht Norbert Elias als einen Teil des Prozesses der Zivilisation.
So sieht er eine Übereinstimmung zwischen Gesellschafts- und Persönlichkeitstypus.
Eine zentrale Frage bei Elias ist, wie Individuen den Anforderungen, die die Gesellschaft an sie stellt, gerecht werden. Im von ihm untersuchten Zeitraum nehmen die „Interdependenzketten“ (die gegenseitigen Abhängigkeiten) zwischen den Menschen zu und so nimmt im gleichen Zug auch der Planungsdruck für Individuen zu, da bei den von ihnen ausgeführten Handlungen immer mehr Stationen berücksichtigt werden müssen. Schwankungen in Affekten und Trieben kann nicht einfach nachgegeben werden und Emotionen müssen gebändigt werden, damit es nicht zu einer Schädigung des Bildes kommt, das in der Öffentlichkeit repräsentiert wird. Im Prozess der Zivilisation kommt es somit zu einer Transformation von Außenzwängen (Fremdkontrolle) in Innenzwänge (Selbstkontrolle):
„Auf diese Weise vollzieht sich also der geschichtlich-gesellschaftliche Prozess von Jahrhunderten, in dessen Verlauf der Standard der Scham- und Peinlichkeitsgefühle langsam vorrückt, in dem einzelnen Menschen in abgekürzter Form von neuem. Wenn man darauf aus wäre, wiederkehrende Prozesse als Gesetz auszudrücken, könnte man in Parallele zu dem biogenetischen von einem soziogenetischen und psychogenetischen Grundgesetz sprechen“ (Elias 1969 / 1976, Bd. I, 174).
Somit beschreibt Elias Zivilisation mit der „prozesshaften Ausbildung individueller Selbstregulierung trieb- und affektbedingter Verhaltensimpulse. Nicht die Zivilisation ist das eigentlich fest Bestehende, sondern der sich verändernde Zwang zum Selbstzwang und das Erlernen individueller Selbstregulierungen im Zusammenleben mit anderen Menschen“ (Korte 2004, S. 126).

## Soziogenese
Die Soziogenese, die auch als Staatenbildungsprozess bezeichnet werden kann, fasst Integrations- und Differenzierungsprozesse auf demographischer, politischer, sozialer und ökonomischer Ebene in sich zusammen.
Die Modernisierung ist vornehmlich durch eine Macht-Monopolisierung gekennzeichnet.
Bereits im Mittelalter, während der Herrschaft der Aristokraten, kam es zu einem enormen Konkurrenzdruck bedingt durch Landknappheit.
Diese frühe Phase der Entwicklung ist vor allen Dingen durch die Dominanz der Naturalwirtschaft, den geringen Grad des Geldgebrauches, geringe Ausprägung von Handelsbeziehungen und Arbeitsteilung sowie durch einen geringen Grad der Staatsbildung und Pazifizierung bestimmt.
Der geringe Grad der Pazifizierung lässt sich laut Elias vor allen Dingen durch das verschwindend geringe Ausmaß der Monopolisierung von Gewalt erklären.
So lebt der Einzelne in ständiger Angst und Unsicherheit, da eine Bedrohung durch körperliche Gewalt jederzeit gegeben ist. Diese stetige Unsicherheit verhindert in der damaligen Zeit eine langfristige vorausschauende Planung des Lebens durch die Menschen.
Die Interdependenz der Menschen führt zu einer Entwicklungsdynamik, die dieser Konkurrenzsituation eigen ist.
So führt der Prozess der Staatsbildung zunächst zu einer Verkleinerung der Anzahl der Konkurrenten, im Folgenden zu einer Monopolstellung einzelner Fürsten und letztendlich zur Bildung eines absolutistischen Staates, in dem die physische Gewalt durch Institutionen, zunächst Institutionen des Königtums, monopolisiert ist.
Verflochten ist dieser Prozess mit zunehmender sozioökonomischer Funktionsteilung.
Das Gewaltmonopol des Staates erlaubt es den Menschen nun, langfristig zu planen, da der Kampf nicht mehr notwendig und auch nicht mehr legitim ist.
Von einer gleichmäßigen Verteilung der Macht kommt es also im Verlaufe der Soziogenese zu einer „Macht-Enteignung“ der Einzelnen. Die eigene Gewaltanwendung ist nicht mehr legitim und konkurriert mit der Gewaltanwendung des Staates. Die unberechtigte Aneignung durch Gewalt wird fortan sanktioniert.

## Weitere wichtige Aspekte
Elias’ erste Studie beruht auf seiner Habilitationsschrift Die höfische Gesellschaft. Er untersucht auf der Grundlage von Manierenbüchern der damaligen Zeit den Zivilisationsprozess. Elias beginnt seine Untersuchung ab dem 10. Jahrhundert, also früher als Max Weber, welcher in seinem Werk Die protestantische Ethik und der Geist des Kapitalismus mit seiner Untersuchung kurz vor der Reformationszeit ansetzt. „Hier [bei Elias] sind, um des Kontrastes willen, bestimmte Rationalisierungsvorgänge im Lager des Adels geschildert worden.“ (Elias, Bd. II, S. 394).
Elias behauptet, dass dem Prozess der Zivilisation eine ganz bestimmte Richtung und Ordnung innewohnt. Er zeigt „wie etwa von den verschiedenen Seiten her Fremdzwänge sich in Selbstzwänge verwandeln, wie in immer differenzierterer Form menschliche Verrichtungen hinter die Kulisse des gesellschaftlichen Lebens verdrängt und mit Schamgefühlen belegt werden, wie die Regelung des gesamten Trieb- und Affektlebens durch eine beständige Selbstkontrolle immer allseitiger, gleichmäßiger und stabiler wird.“ (Bd. II, S. 313). Alles das geht nicht auf eine rationale Idee zurück, aber ist dennoch nicht ein strukturloser Prozess. Nach Elias „ist die »Zivilisation« ebenso wenig wie die »Rationalisierung« ein Produkt der menschlichen »Ratio« und Resultat einer auf weite Sicht hin berechneten Planung.“ (Bd. II, S. 312).
Für Elias bestimmt eine fundamentale dynamische Verflechtungsordnung („Figuration“) den Gang des geschichtlichen Wandels; „sie ist es, die dem Prozeß der Zivilisation zugrunde liegt.“ (Bd. II, S. 314). Diese Verflechtungsordnung ist recht einfach: „Pläne und Handlungen, emotionale und rationale Regungen der einzelnen Menschen greifen beständig freundlich oder feindlich ineinander.“ (Ebenda). Aber er weist auch darauf hin, „daß sich aus allem Planen und Handeln der Menschen vieles ergibt, was kein Mensch bei seinem Handeln eigentlich beabsichtigt hat.“ (Ebenda). Diese Verflechtungsordnung hat also eine Eigengesetzlichkeit, ist nicht strukturlos; sie ist aber weder rational noch irrational.
Dieser Zivilisationsprozess „wird blind in Gang gesetzt und in Gang gehalten durch die Eigendynamik eines Beziehungsgeflechts, […]“ (Bd. II, S. 317) – die fundamentale Verflechtungsordnung. Nun behauptet Elias aber nicht, dass alles vorbestimmt sei und die Menschen sich dem Schicksal oder einer Macht hingeben müssten, sondern dass in diesen Zivilisationsprozess eingegriffen werden kann „aufgrund der Kenntnis ihrer ungeplanten Gesetzmäßigkeit.“ (Bd. II, S. 316).
In der Entwicklung der abendländischen Gesellschaft „differenzieren sich die gesellschaftlichen Funktionen unter einem starken Konkurrenzdruck mehr und mehr.“ (Ebenda). Die Ausdifferenzierung gesellschaftlicher Funktionen bestimmt die Richtung der „Veränderung des Verhaltens im Sinne einer immer differenzierteren Regelung der gesamten, psychischen Apparatur.“ (Bd. II, S. 322). Und diese differenziertere und stabilere Regelung wird dem einzelnen Menschen von klein auf mehr und mehr, als ein Automatismus angezüchtet, „als Selbstzwang, dessen er sich nicht erwehren kann, selbst wenn er es in seinem Bewußtsein will.“ (Ebenda).
„Die fortschreitende Differenzierung der gesellschaftlichen Funktionen ist nur die erste, die allgemeinste der gesellschaftlichen Transformationen. […] Mit ihr, […] geht eine totale Umorganisierung des gesellschaftlichen Gewebes Hand in Hand.“ (Bd. II, S. 320). „Die eigentümliche Stabilität der psychischen Selbstzwang-Apparatur, […], steht mit der Ausbildung von Monopolinstitution der körperlichen Gewalt und mit der wachsenden Stabilität der gesellschaftlichen Zentralorgane in engstem Zusammenhang.“ (Ebenda). Monopolisierung und Stabilisierung führen zu „befriedeten Räumen“. Innerhalb dieser muss der Mensch sich selbst immer mehr dazu zwingen – ob nun bewusst oder unbewusst –, seinen Trieben und Affekten Einhalt zu gebieten. In früheren Gesellschaften lebt der Einzelne ungeschützter. Auf der einen Seite war er freier, sich der Lust hinzugeben, auf der anderen Seite war er gefährdeter durch Feinde oder Naturphänomene. Es war ein Leben zwischen Extremen. Die Gegenwart wurde unmittelbarer erfahren, und die Zukunft nicht vorausberechnet. Der „beständigen Unsicherheit, in die der Aufbau dieses Menschengeflechts den Einzelnen hineinstellt, entspricht der Aufbau des individuellen Verhaltens und des individuellen Seelenhaushalts.“ (Bd. II, S. 324).
Die „befriedeten Räume“, durch die „Monopolisierung“ und „Stabilisierung“ geschaffen, erzeugen eine „eigentümliche Form von Sicherheit“. Von ihnen geht ein beständiger Druck aus, der „den Einzelnen von klein auf an ein beständiges und genau geregeltes An-sich-halten gewöhnt […]“ (Bd. II, S. 320). Elias behauptet nicht, dass es früher keine Formen von Selbstzwängen gegeben hätte, aber es „ist ein anderer Typus von Selbstbeherrschung oder Selbstzwang.“ (Bd. II, S. 327). Der neue Typus ist nicht mehr so ausgelassen, nicht mehr so extrem in den Schwankungen – zwischen Lust und Unlust, Freude und Leid –, sondern bewegt sich auf einer mittleren Linie.
Elias gibt auch Hinweise, dass dem Prozess der Zivilisation eine Logik im Sinne des Kapitals innewohnt – ähnlich wie Max Weber dies formulierte. Je größer und dichter die Menschenräume werden, je stabiler die Gewaltmonopole werden, je ausdifferenzierter die gesellschaftlichen Funktionen, „desto mehr ist der Einzelne in seiner sozialen Existenz bedroht, der spontanen Wallungen und Leidenschaften nachgibt; desto mehr ist derjenige gesellschaftlich im Vorteil, der seine Affekte zu dämpfen vermag, und desto stärker wird jeder Einzelne auch von klein auf dazu gedrängt, die Wirkung seiner Handlungen oder die Wirkung der Handlungen von Anderen über eine ganze Reihe von Kettengliedern hinweg zu bedenken.“ (Bd. II, S. 322, 383, 404).

## Kontroverse mit Hans Peter Duerr
Der Ethnologe Hans Peter Duerr bemühte sich in einem monumentalen fünfbändigen Hauptwerk unter dem Titel Der Mythos vom Zivilisationsprozess auf mehr als 3500 Seiten, Norbert Elias empirisch zu widerlegen. Duerr zufolge hat Elias die Quellen zu positivistisch ausgewertet. Das Mittelalter kannte Duerr zufolge starke Peinlichkeits- und Schamschwellen. Insbesondere verkenne Elias die Kultur von Naturvölkern, die selbst auch starke kulturelle Grenzen kennen. Indigene Völker würden zudem von Elias so indirekt als unzivilisiert dargestellt.
Unter dem Titel Elias-Duerr-Kontroverse gab die Kontroverse Anlass zu wissenschaftssoziologischen Untersuchungen. Duerr wurde vorgeworfen, mit Feindseligkeit, Hass und Vernichtungswillen gegen Elias vorzugehen. Elias habe sehr wohl die Position vertreten, dass jede menschliche Gesellschaft auf Kooperation beruhe und daher Selbstkontrolle von ihren Angehörigen verlange. Was sich im Lauf der Entwicklung von Gesellschaften ändere, sei das Ausmaß und die Form der Selbstkontrolle. Umgekehrt wurde Norbert Elias selbst von Der Spiegel der eine oder andere Mangel an zivilisiertem Verhalten vorgeworfen: Elias, der Duerr persönlich anerkennend anschrieb, beschwerte sich gleichzeitig beim Suhrkamp Verlag, dass dessen Propaganda im selben Verlag wie seine Werke erschienen.

## Werkausgaben
- Über den Prozeß der Zivilisation. Soziogenetische und psychogenetische Untersuchungen. Band 1: Wandlungen des Verhaltens in den weltlichen Oberschichten des Abendlandes (LXXXI, 333 S.) / Band 2: Wandlungen der Gesellschaft: Entwurf zu einer Theorie der Zivilisation (491 S.), Basel: Verlag Haus zum Falken, 1939.
  - Zweite, um eine Einleitung vermehrte Auflage. Zwei Bände, Bern / München: Francke, 1969.
  - Taschenbuchausgabe der Ausgabe von 1969: Frankfurt am Main: Suhrkamp (Suhrkamp Taschenbuch Wissenschaft. Band 158 / 159), 1976.
  - Gesammelte Schriften. Band 3.1 und 3.2. Hrsg. im Auftrag der Norbert-Elias-Stichting Amsterdam. Bearbeitet von Heike Hammer, Frankfurt am Main: Suhrkamp, 1997.
- Materialien zu Norbert Elias’ Zivilisationstheorie. Hrsg. von Peter Gleichmann, Johan Goudsblom und Hermann Korte (Suhrkamp Taschenbuch Wissenschaft. Bd. 233), Frankfurt am Main: Suhrkamp, 1979.
- Macht und Zivilisation. Materialien zu Norbert Elias’ Zivilisationstheorie. Hrsg. von Peter Gleichmann, Johan Goudsblom und Hermann Korte. Band 2 (Suhrkamp Taschenbuch Wissenschaft. Bd. 418), Frankfurt am Main: Suhrkamp, 1984.